# La Chanson-chanson
 (juillet 2025).
Pour plus de détails, voir Fiche technique et Distribution.
La Chanson-chanson est un court-métrage belge réalisé par Xavier Diskeuve.
Ce court-métrage a gagné le Prix UIP/Ghent de la compétition European shorts du Festival international du film de Flandre-Gand en 2002.

## Référence
1. ↑  Festival International du Film de Flandre-Gand, « Gagnants et jury », 2002 (consulté le 6 août 2011)